# Джардиньера
Джардиньера (итал. giardiniera) — итальянская овощная маринованная в уксусе или масле смесь. Готовится из сваренных в воде и уксусе овощей. Используется в качестве гарнира или компонента других блюд.
Джардиньера — универсальная добавка, которую можно использовать для самых разных блюд, таких как колбаса, брускетта, гамбургер, салат с макаронами, омлет, хот-дог, салат с тунцом, бутерброды и многое другое. В США нередко используют джардиньеру для пасты или, в Чикаго, для пиццы.
Джардиньера — это древний способ сохранения чрезмерного урожая овощей в летние месяцы, чтобы употреблять их зимой.

## Ингредиенты
Овощи, обычно используемые для приготовления джардиньеры: морковь, сельдерей, соцветия цветной капусты, лук, перец и корнишоны. Количество и виды различных овощей в смеси дозируются в зависимости от вкуса потребителя. В традиционных маринованных овощах всегда присутствуют морковь, цветная капуста и сельдерей.

## Приготовление
Почищенные, вымытые и нарезанные не слишком мелкими кусочками овощи должны оставаться в ёмкости несколько часов, чтобы потерять часть воды, из которой они сделаны. Затем их опускают в смесь подсоленной воды и белого винного уксуса (в равных частях), доводят до кипения и держат несколько минут. Лук и корнишоны необходимо предварительно бланшировать в чистом уксусе. Морковь и сельдерей необходимо варить несколько минут, чтобы сохранить определенную хрусткость.
По окончании варки овощи необходимо слить и уложить в герметически закрытые стеклянные банки, стараясь распределить различные виды овощей в одинаковом количестве по каждой банке. Затем овощи покрываются смесью уксуса и масла, сваренных вместе. Банки должны храниться в прохладном и темном месте. Джардиньера будет готовой к употреблению по крайней мере через месяц после упаковки и, как правило, может храниться около года. В каждом итальянском регионе существует множество местных вариаций используемых овощей, добавленных ароматизаторов (травы и специи) или способов приготовления.

## Разновидности и использование

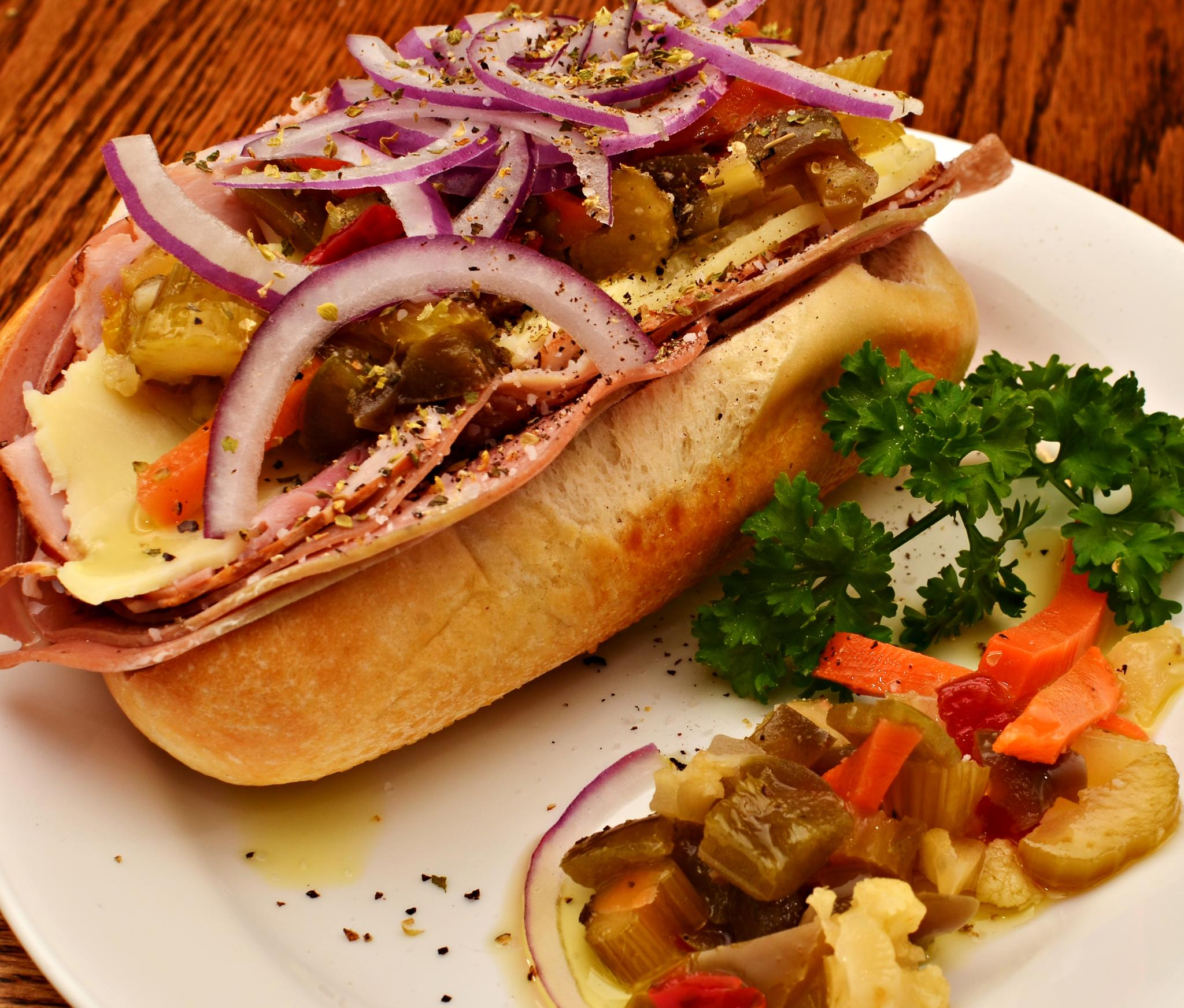
Сэндвич с джардиньерой

Итальянскую джардиньеру также называют sottaceti («под уксусом»), что является общим термином для маринованных продуктов. Её обычно едят как закуску или с салатами. В Соединенных Штатах джардиньера обычно доступна в традиционных или пряных вариантах, последний иногда называют «hot mix».
В кухне Чикаго джардиньера на основе масла используется в качестве приправы, как правило, в качестве начинки для сэндвичей с итальянской говядиной, закусок и пиццы.
Более мягкий вариант джардиньеры используется для салата из оливок в сэндвиче муфулетта.
Джардиньера по-чикагски обычно делается острой с красным перцем или чили, а также с комбинацией различных овощей, включая болгарский перец, сельдерей, морковь, цветную капусту, а иногда и огурцы или оливки, маринованные в растительном, оливковом, соевом масле или любом их сочетании.